# Agrotis nigricornis
Agrotis nigricornis är en fjärilsart som beskrevs av Charles Joseph de Villers 1789. Agrotis nigricornis ingår i släktet Agrotis och familjen nattflyn. Inga underarter finns listade i Catalogue of Life.